# Baia di Anibare

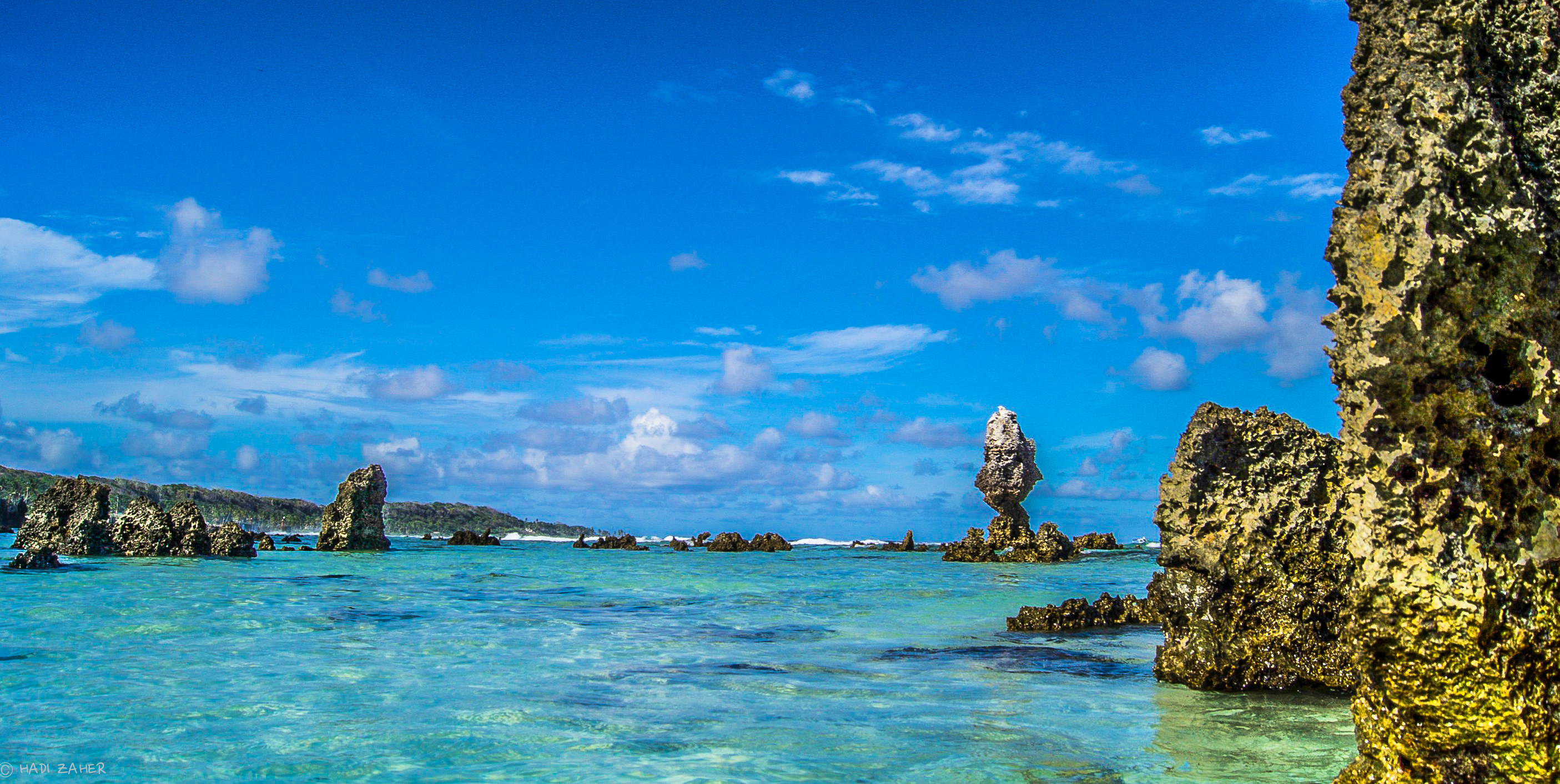
Formazioni coralline nella baia di Anibare

La baia di Anibare è un'ampia baia situata nell'omonimo distretto nella porzione orientale dell'isola-Stato di Nauru.

## Territorio
È delimitata da promontori a nord e a sud, rispettivamente nei distretti di Ijuw e di Meneng.
La spiaggia della baia di Anibare è lunga più di due chilometri. La baia si è formata dal cedimento del versante orientale del vulcano sottomarino che si trova sotto l'isola di Nauru. Un grande blocco di esso, a forma di arco, si è staccato dalla struttura vulcanica ed è ruotato verso l'esterno. Questo blocco si estende fino a circa 1100 m sotto il livello del mare, con depositi rocciosi di origine franosa che si spingono fino a 2000 m sotto la superficie dell'Oceano Pacifico. La particolare composizione del fondale marino determina talvolta forti correnti di risacca che possono risultare pericolose per i visitatori.
La baia di Anibare è regolarmente frequentata da turisti e appassionati di biologia marina ed è la zona di Nauru più apprezzata dal punto di vista paesaggistico.
Tra le attività note ci sono il Menen Hotel, di proprietà del governo nazionale, e Anibare Harbour, un'area artificiale per la pesca commerciale creata nel 2000. Lo sviluppo del resort turistico di Anibare Beach è stato proposto e approvato il 24 agosto 2021. Il progetto è pensato per promuovere l'ospitalità, il turismo e la crescita del PIL di Nauru.

## Fauna
L'Anibare Bay Escarpment è una linea di scogliere ricoperte da vegetazione che dominano la baia. La sua conformazione varia da scogliere verticali a scogliere con pendenza molto più dolce; in essa è presente la vegetazione autoctona più antica rimasta a Nauru. Nel complesso l'Anibare Bay Escarpment si estende per 35 ettari ed è stato riconosciuto come Important Bird Area (riserva naturale della fauna ornitologica) dall'organizzazione BirdLife International; pare che contenga la più alta densità di esemplari di passero di Nauru (Acrocephalus rehsei), oltre a ospitare varie specie di uccelli marini che nidificazione sull'isola, come la sterna stolida nera (Anous minutus).
Ammesso che il piccione imperiale della Micronesia (Ducula oceanica) non si sia estinto, alcuni esemplari della specie dovrebbero essere presenti nell'Anibare Bay Escarpment.